# Tawriczeskoje (obwód omski)
Tawriczeskoje (ros. Таврическое) – osiedle typu miejskiego w Rosji, w obwodzie omskim, ośodek administracyjny rejonu tawriczeskiego. W 2010 liczyło 13 141 mieszkańców.